# Guijuelo
Guijuelo – gmina w Hiszpanii, w prowincji Salamanka, w Kastylii i León, o powierzchni 63,23 km². W 2011 roku gmina liczyła 6001 mieszkańców.